# 우라고정
우라고정(浦郷町)은 시마네현 지부군에 설치되었던 정이다. 현재의 니시노시마정에 해당한다.